# Dan Bishop
James Daniel Bishop, detto Dan (Charlotte, 1º luglio 1964), è un politico statunitense, membro della Camera dei Rappresentanti per lo stato della Carolina del Nord dal 2019 al 2025.

## Biografia
Nato a Charlotte, ha conseguito il Juris Doctor all'Università della Carolina del Nord a Chapel Hill.
Entra in politica per la prima volta nel 2004 come membro della commissione della Contea di Mecklenburg, carica che mantiene fino al 2008.
Dopo sei anni di assenza dalla politica, nel 2015 viene eletto alla Camera dei rappresentanti della Carolina del Nord e nel 2017 al Senato statale. Durante il mandato fu tra i promotori della controversa legge "House Bill 2" detta "legge dei bagni" che vietava ai transgender di usare bagni diversi da quelli relativi al proprio sesso biologico definito nel certificato di nascita, oltre ad abrogare leggi antidiscriminatorie introdotte da amministrazioni locali all'interno dello Stato.
Nel 2019 si candida alla Camera dei Rappresentanti in un'elezione suppletiva nel nono distretto della Carolina del Nord, rimasto vacante a seguito dell'annullamento delle elezioni del 2018 per brogli elettorali. Vince le primarie repubblicane con il 47% dei voti e poi le elezioni generali del 10 settembre contro Dan McCready con il 50,7%.